# Belgian International 2016
Das Belgian International 2016 im Badminton fand vom 14. bis zum 17. September 2016 in Leuven statt.

## Sieger und Platzierte
| Disziplin    | Gold                             | Silber                            | Bronze                           |
| ------------ | -------------------------------- | --------------------------------- | -------------------------------- |
| Herreneinzel | Lucas Corvée                     | Sourabh Varma                     | Sam Parsons                      |
| Herreneinzel | Lucas Corvée                     | Sourabh Varma                     | Fabian Roth                      |
| Dameneinzel  | Sonia Cheah Su Ya                | Sofie Holmboe Dahl                | Moe Araki                        |
| Dameneinzel  | Sonia Cheah Su Ya                | Sofie Holmboe Dahl                | Iben Bergstein                   |
| Herrendoppel | Lu Ching-yao Yang Po-han         | Frederik Colberg Rasmus Fladberg  | Kasper Antonsen Frederik Søgaard |
| Herrendoppel | Lu Ching-yao Yang Po-han         | Frederik Colberg Rasmus Fladberg  | M. R. Arjun Shlok Ramchandran    |
| Damendoppel  | Chloe Birch Lauren Smith         | Julie Finne-Ipsen Rikke S. Hansen | Akane Araki Ayaka Kawasaki       |
| Damendoppel  | Chloe Birch Lauren Smith         | Julie Finne-Ipsen Rikke S. Hansen | Lisa Kaminski Hannah Pohl        |
| Mixed        | Ronan Labar Audrey Mittelheisser | Alexander Bond Ditte Søby Hansen  | Nicklas Mathiasen Gabriella Bøje |
| Mixed        | Ronan Labar Audrey Mittelheisser | Alexander Bond Ditte Søby Hansen  | Jelle Maas Imke van der Aar      |